# 萨托奈村
萨托奈村（法語：Sathonay-Village，法語發音：[satɔnɛ vilaʒ] ⓘ）是法国里昂大都会的一个市镇，属于里昂区。

## 地理
萨托奈村（45°50'0"N, 4°52'42"E）面积5.15 平方千米，位于法国奥弗涅-罗讷-阿尔卑斯大区里昂大都会，后者为法国的一个特殊地位集体，自2015年脱离罗讷省成立，位于法国中东部，中心城市为里昂。
与萨托奈村接壤的市镇（或旧市镇、城区）包括：卡尤叙方丹、方丹圣马丹、索恩河畔方丹、里约拉帕普、萨托奈康。
萨托奈村的时区为UTC+01:00、UTC+02:00（夏令时）。

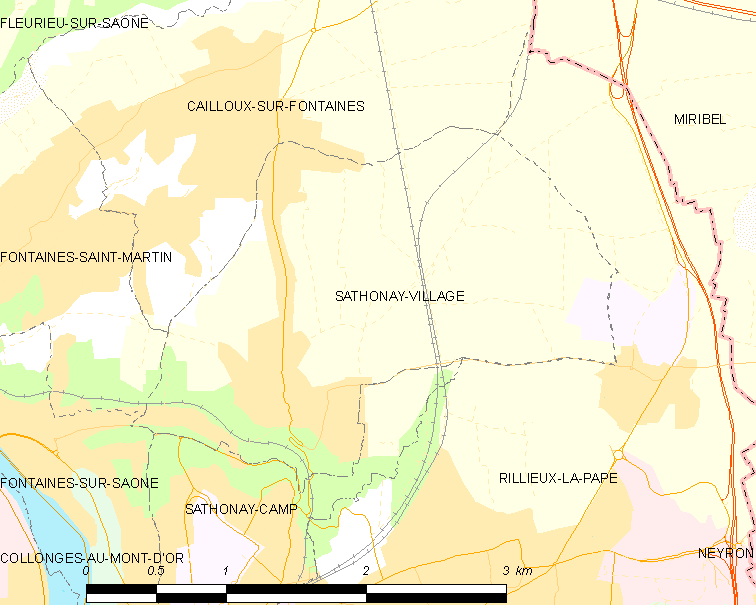
萨托奈村的OSM定位图

## 行政
萨托奈村的邮政编码为69580，INSEE市镇编码为69293。

## 政治
萨托奈村的现任市长为让-皮埃尔·卡尔韦尔（Jean-Pierre Calvel）先生，任期为2020-2026年。

## 人口

1962-2008年间萨托奈村人口变化图示

萨托奈村于2022年1月1日时的人口数量为2418人。